# Giuseppe Faraca
Giuseppe Faraca est un coureur cycliste italien, né le 29 août 1959 à Cosenza en Italie et mort le 4 mai 2016 dans la même ville. Son plus grand fait d'armes est d'avoir gagné le classement du meilleur jeune du Tour d'Italie en 1981.

## Palmarès

### Palmarès amateur
- 1977
  - Trofeo Emilio Paganessi
  - 3e du Giro della Lunigiana
- 1978
  - Trophée Adolfo Leoni
- 1979
  - 3e du Trofeo Gianfranco Bianchin
  - 3e du Tour de la Vallée d'Aoste
  - 3e du championnat d'Italie sur route amateurs
- 1980
  - Bologna-Raticosa
  - Targa Crocifisso
  - 10e étape du Baby Giro
  - 2e du Trophée Adolfo Leoni
  - 3e de la Freccia dei Vini

### Palmarès professionnel
- 1981
  - Tour d'Italie : 
    -  Classement du meilleur jeune
    - 1reb étape (contre-la-montre par équipes)

### Résultats dans les grands tours

#### Tour d'Italie
5 participations
- 1981 : 11e,  vainqueur du classement du meilleur jeune et de la 1reb étape (contre-la-montre par équipes)
- 1982 : 79e
- 1983 : non-partant (13e étape)
- 1984 : hors délais (14e étape)
- 1986 : 104e